# Andrew Ritchie (Brompton)
Andrew Ritchie, né vers 1947, est un ingénieur anglais inventeur du vélo Brompton, et PDG de la société Brompton Bicycle Ltd jusqu'en 2007.

## Étude et début de carrière d'ingénieur
Andrew Ritchie fait sa scolarité à Harrow School puis suit l'ingénierie à Cambridge. Il quitte l'université en 1968 avec un diplôme d'ingénieur en poche. Il commence par appliquer ce savoir rudement gagné à la tout juste naissante informatique mais se rend vite compte qu'il préfère l'indépendance et se retrouve assez vite à travailler comme jardinier freelance à Londres.

## Genèse du vélo Brompton
En 1975, alors qu'il exerce son métier de verdure à l'arrière d'un van Morris 1000 antédiluvien, une rencontre fortuite avec un fervent supporter du tout frais pondu vélo pliant Bickerton change à nouveau le cours de sa carrière. Il étudie le design du vélo Bickerton et lui trouve deux défauts principaux.
1. Le cadre est en aluminium, malgré sa légèreté et son absence de corrosion, ne lui semble pas un matériau suffisamment rigide et résistant pour un vélo pliant.
2. Le pliage est imparfait car il expose les parties sales du vélo, le plateau du pédalier et la chaîne, à l'extérieur.

Il se dit qu'il peut faire mieux et invente une nouvelle approche au défi de la conception des vélos pliants. Sa théorie de base qui est restée constante à travers le développement des prototypes, est de créer un système de pliage permettant d'envelopper, avec les deux roues de chaque côté, les parties grasses du vélo : la chaine et le plateau de pédalier.
La théorie semblait suffisamment prometteuse pour qu'Andrew réussisse à obtenir le soutien d'amis pour financer la production de prototypes en temps et en heure. Les protos 1, 2 et 3 sortent des confins étriqués de sa chambre de bonne qui surplombait alors le Brompton Oratory à South Kensigton, Londres… Les vélos Brompton étaient nés.
La première étape pour arriver à ce pliage très innovant est de placer un pivot au niveau du triangle arrière (ou base arrière) permettant de faire pivoter la roue arrière sous le tube horizontal (ou poutre horizontale).
Les étapes suivantes consistent à déplacer la roue avant à côté de la roue arrière en dévissant une pince qui maintient la charnière située à la partie antérieure du tube horizontal du cadre. Ce mouvement latéral de l'avant du vélo est une caractéristique importante du modèle actuel. Le premier prototype utilisait une technique différente. Puis autre pince, juste au-dessus du tube de direction, est libérée, permettant au guidon de basculer vers le bas pour se fixer à côté de la roue avant. 
La dernière étape consiste à déclamper la tige de selle pour la faire glisser vers le bas. La tige en descendant vient verrouiller le vélo plié et permet de le soulever sans qu'il ne se déplie. 

## Les prototypes
Dès le début, les prototypes sont conçus selon la théorie initiale, c'est-à-dire la roue arrière pliée sous le vélo.
Le prototype 1 avait des roues plus larges de 18 pouces (16 pouces pour le Brompton actuel). Le guidon était très différent, plié vers le bas de chaque côté. Avec le prototype 2 tous les éléments du Brompton étaient en place mais avec une conception plus complexe. Avec le prototype 3 apparaissent les roues de 16 pouces roues et une simplification et un allègement du mécanisme de pliage.
Comme tous les prototypes, ils étaient assez bruts. Le brasage en acier et d'autres composants étaient très lourds. Les premières machines pesaient près de 15 kg. Les éléments en plastique ont été taillés à la main à partir de la matière brute. 

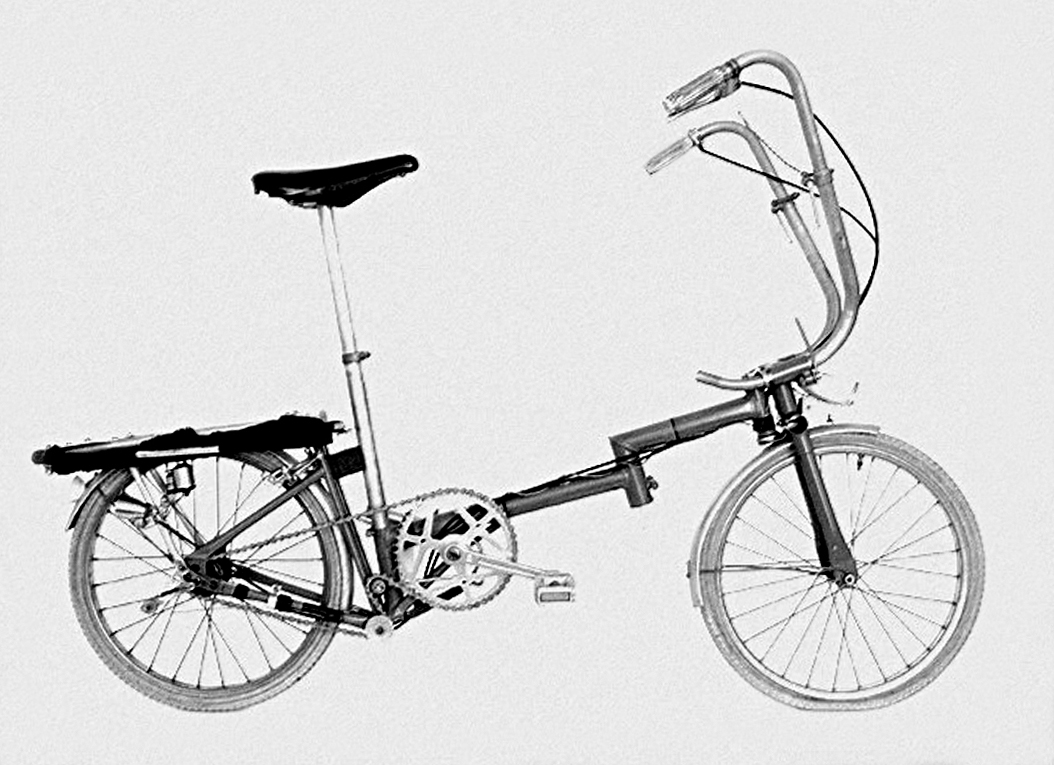
Un prototype du vélo Brompton

## Les améliorations apportées aux prototypes de base
1. L'ajout d'un bloc de caoutchouc à l'avant du triangle arrière venant s'appuyer sur le tube de selle, créant ainsi une suspension arrière : c'est une amélioration majeure sur un vélo à petites roues. La diminution des chocs sur le cadre donne une sensation d'un "grand vélo ".
2. Un empattement de 1,02 m est possible grâce au pivot arrière. Ainsi le Brompton peut se comparer favorablement avec les grands vélos.
3. Un tendeur de chaîne permet de maintenir la chaîne tendue lorsque la roue arrière pivote sous le tube horizontal du cadre.

## La recherche d'un preneur de licence
Le plan d'Andrew Ritchie à ce stade est simplement d'intéresser des industries pour adopter l'idée. Il a donc commencé à prospecter les industries susceptibles de prendre sa licence. Il y avait beaucoup d'intérêt dans le concept, mais il y avait encore plus de raisons de ne pas y croire, malgré le succès mondial du Bickerton. Des sociétés comme Raleigh n'étaient pas convaincues qu'un marché existait, ou pourrait être créé pour un tel vélo atypique. La recherche s'est soldée par un échec. Nul n'aurait cru que vingt ans plus tard Brompton serait le plus grand constructeur de bicyclettes au Royaume-Uni et que Raleigh ne serait pas plus qu'un importateur de kits !
Raleigh a été racheté par son rival néerlandais, Accell, le 26 avril 2012.

## Pré-modèle de production, 1981
L'alternative pour Andrew Ritchie était de fabriquer lui-même ses vélos. La recherche de capital-risque a également échoué et, après cinq ans, l'avenir de Brompton Bicycle n'avait pas l'air prometteur. Encore une fois, ses amis permettent de garder l'idée à flot: 30 d'entre eux ont accepté d'acheter un vélo à l'avance, et Andrew a entrepris de les faire. 
Bien que le budget soit ridiculement faible, certains outillages rudimentaires ont finalement été mis en place et les vélos promis sont apparus en 1981 dans les locaux loués d'une société d'ingénierie près de Kew Gardens. 
Ensuite, d'autres personnes convaincues par ce design révolutionnaire ont voulu en acheter. Andrew encouragé par la demande créée par le seul bouche à oreille, a décidé de commencer la production à faible volume, mais avec un minimum d'outillage. Brompton Bicycle devient un business.

## Des débuts difficiles sans financement de 1982 à 1985
Les premiers Bromptons étaient quasiment les mêmes que ceux produits aujourd'hui, mais avec une plus forte courbure du tube horizontal du cadre donnant au tube un aspect étrange. Ceci venait de la simple raison que l'outillage ne permettait pas de produire la courbe douce désirée. Le changement est venu avec de coûteux investissements. 
La réduction de poids du vélo a été une autre priorité pour la jeune entreprise : de 14,1 kg au début, le Brompton était trop lourd pour certaines personnes, mais contrairement à d'autres vélos pliants il pouvait être transporté sur ses petits roulettes. Un élément clé pour la stratégie de gain de poids a été le passage de l'acier à l'aluminium pour les jantes permettant du même coup d'améliorer le freinage par temps humide, mais les jantes de 16 pouces en alliage n'étaient pas disponibles et le manque de capital de Brompton ne permet pas d'organiser leur production. 
La société a atteint rapidement le seuil de rentabilité, mais sans nouvel investissement, il allait être difficile de la développer encore, si Andrew et son équipe n'arrivaient pas à obtenir un capital-risque. Avec près de 500 vélos fabriqués et vendus, les espoirs étaient élevés de trouver les investissements nécessaires. Mais une fois de plus les investisseurs potentiels ne voyaient pas les consommateurs potentiels. Ainsi prend fin la production pilote de Brompton en février 1983. 
Toutefois, la société est solvable et Andrew reste convaincu, après avoir vendu tous les vélos qui ont été construits, que le produit a un avenir. Le plus important de tout est que le vélo construit à la main a été vendu à près de 200 £ - soit 20 £ de plus que le Bickerton et deux fois le prix des vélos pliants traditionnels comme le Dawes Kingpin et le Raleigh Stowaway; clairement un marché existe pour un vélo pliant de haute qualité. De plus les critiques sont généralement bonnes, le vélo est loué pour son apparence, sa maniabilité, et sa robustesse. 
Pendant qu'il continuait à trouver d'autres moyens de subsistance (comme il l'a fait à différentes reprises dans l'histoire de l'entreprise) en faisant de travaux de conception d'ingénierie, la vente de plantes vertes, et même en travaillant comme un coursier avec sa fidèle Morris van 1000, Andrew continue à chercher les moyens de relancer la production.

## La rencontre avec Julian Vereker en 1985
Une fois de plus, une rencontre fortuite permet de retrouver le chemin de la fortune. Julian Vereker est un entrepreneur à succès d'équipement audio, Naim Audio, l'un des mieux considérés du marché. 
Surfant sur la vague de son succès d'entreprise de fabrication au Royaume-Uni, Julian Vereker était à la recherche de rachats et de créations d'entreprises dans d'autres domaines, y compris la fabrication de yachts. Lors de l'accostage d'un de ses yachts dans le port français de Cherbourg en 1982, il tombe en arrêt devant une femme possédant deux vélos pliants de base sur le pont d'accostage. Amie d'Andrew, elle le convainc de prendre contact avec Brompton s'il était intéressé par des vélos de meilleure conception; Julian le fait, achète deux vélos pour lui-même, et procède à la modification de ses bateaux pour accueillir deux à quatre Brompton en standard. 
Quand on lui dit en 1984 que le Brompton n'est plus disponible, la déception de Julian est remarquée par Andrew et, après que d'autre options sont tombées à l'eau, il se rapproche de Julian en septembre 1985. Quelques semaines plus tard, Julian avait rejoint l'entreprise apportant son sens des affaires. Une visite au fonds du capital-risque 3i voit enfin la société recevoir une offre de financement, mais les termes, selon Julian, relèvent du "vol financier". Lui et Andrew s'en vont à bicyclette. 
Finalement, vers la fin de 1986, Julian garantissant le découvert, une banque accepte le financement d'une opération "un-pour-un", le reste de l'argent provenant de la famille, des amis et des propriétaires de Brompton. Pour Andrew, cela marque la fin d'une période de cinq ans de recherche de capitaux et lui permet de reprendre son travail à temps plein sur le projet, et mettre en place les outils nécessaires pour la production en volume de vélos. Avant que la fabrication du nouveau Brompton (officieusement appelé "Mark2") ne commence, un processus de réaménagement complet permet d'absorber une quantité considérable de temps et d'argent. Le poids reste une préoccupation majeure et, en utilisant l'aluminium pour le guidon et d'autres composants, ainsi qu'une attention particulière aux détails, il est réduit à environ 11,3 kg.

## Le prix du meilleur produit au salon Cyclex 1987
Le travail a porté presque immédiatement ses fruits au salon Cyclex en avril 1987. Avec une production que de quelques mois, et un vélo modifié par rapport au pilote de production en cours, le Brompton remporte le très convoité prix du meilleur produit dans un contexte international. 
Bien qu'un juge ait refusé d'accepter que le premier prix aille à une vélo que "vous pliez et casez dans un coffre de voiture", cette attitude de Luddisme (reflétée ailleurs dans le milieu du cyclisme) n'a heureusement pas vu le jour, et la victoire de Brompton vient de la force de son concept véritablement novateur dans un marché dominé par des vélos de montagne et d'autres vélos relativement désuets. Neil Murray, un des juges, a déclaré : "Le fait est que le Brompton est un vélo qui sera mis en vente à des non-cyclistes et permettra ainsi d'élargir le marché… Il n'y a rien qui ressemble au Brompton, c'est au donc au Brompton que revient le prix."
Le Cyclex 1987 a marqué un tournant. Sous la pression de la demande, en novembre 1987, la société déménage sous un pont ferroviaire à Brentford, dans l'ouest de Londres, et à partir de mars une série de vélos commence à sortir de la petite usine, avec un volume atteignant progressivement soixante par mois; Brompton vélo était en production plein temps. 
Presque immédiatement, apparaît une liste d'attente, et avec une publicité favorable dans la presse cycliste et de la navigation de plaisance, la bataille est de satisfaire la demande et d'aplanir les quelques critiques, tout en développant le produit : choix d'un moyeu à vitesses intégrées Sturmey Archer 3 et 5 vitesses, mais aussi le lourd porte-bagage qui était présent sur tous les premiers modèles est remplacé par un modèle épuré en option avec un éclairage à dynamo dans le moyeu. Le porte-bagage arrière devenait de toute manière un inconvénient lors de l'arrivée du bloc d'attache rapide du sac avant permettant de placer toute une variété de sacs avant sur le tube du guidon sans nuire à la souplesse de la direction. Un autre accessoire a participé à la popularité du Brompton, est la pédale gauche pliable qui, tout en étant assez chère, a permis de réduire la largeur du vélo plié à 10 pouces. Pour les cyclistes de grandes tailles, une tige de selle allongée a été proposée.
À la fin de 1988, la production a augmenté à 90 par mois, et les vélos sont vendus par l'intermédiaire d'un réseau de 40 concessionnaires au Royaume-Uni avec des prix raisonnables à partir de 235 £, toujours nettement plus que le Bickerton qui néanmoins a commencé à fléchir face à la nouvelle concurrence. Les vélos à l'export commencent à avoir un impact, trouvant leur chemin vers l'Allemagne, les Pays-Bas, en Autriche, la France et la Belgique. 
Le résultat est un carnet de commandes qui s'est avéré impossible à satisfaire et inévitablement les prix ont augmenté, le modèle de base est à 336 £ au début de 1990, contre 269 £ pour le Bickerton Classic, 230 £ pour le Californie Bickerton (qui est le premier vélo pliant Dahon), et juste 199 £ pour le nouveau Strida. La plupart des testeurs adorent le Brompton et l'enthousiasme a fini de convaincre des clients potentiels prêts à payer un supplément pour un produit supérieur.

## L'échec de Neobike et de la coopération avecTaïwan
Le début des années 1990 furent des années d'expansion ininterrompue de Brompton Bicycle Ldt, avec dans son sillage une augmentation de la production et une amélioration constante. La réputation mondiale grandissante, en 1992 une société taïwanaise, Euro-Tai, se rapproche de Brompton avec une offre pour construire des Brompton sous licence et de les vendre à la région du Pacifique. L'entente promettait un flux régulier de royalties pour financer les nouveaux développements, tout en ouvrant de nouveaux marchés avec une bonne efficacité économique. 
Malheureusement, des problèmes de contrôle qualité à Neobike (l'entreprise commune) a provoqué des dégâts sur la conception sophistiquée, et les ventes n'ont jamais atteint le niveau qui avait été prédit. En outre, les partenaires taïwanais ont moins vu le vélo comme un produit à fabriquer finement qu'un produit à fabriquer à la chaine. La priorité pour l'entreprise commune, peu à peu changée vers la production d'un modèle de base moins cher et Neobike s'est mis à vendre sur le marché un vélo qui était censé être de fabrication britannique. Neobike a finalement réduit ses objectifs avec Brompton, a commencé la fabrication d'un clone de Dahon, puis l'entreprise a été abandonnée. 
La coopération taïwanaise a permis à l'entreprise de développer des sources secondaires pour certains éléments, permettant de délocaliser la fabrication de certains composants où la qualité est supérieure. Globalement, toutefois, la coentreprise a été un revers, et l'entreprise a appris une leçon précieuse sur les dangers de céder le contrôle sur des aspects critiques de ses opérations. En outre, Neobike n'a pas renvoyé tous les outils et les dessins techniques, avec le résultat que certaines sociétés liées à Neobike ont fabriqué des clones de Brompton contestés avec succès sur le plan juridique. 
Au cours des années 1990, les ventes ont continué à dépasser les attentes et avec eux la nécessité de créer des locaux plus vastes. Après s'être étendue sur les zones voisines, elle a emménagé dans des locaux plus vastes à Chiswick Park à la fin de 1993. 
Avec une salle de production plus vaste et de nouveaux membres du personnel, la production a augmenté progressivement, pour atteindre 100 vélos par semaine en une année. Bientôt, la liste d'attente a été épongée.

## Prix du Queen's Award for Export Achievement, et vélo de l'année par l'ADFC
En avril 1995, l'entreprise a gagné le Queen's Award for Export en reconnaissance de l'augmentation des ventes en Allemagne, aux Pays-Bas, en Scandinavie et ailleurs. Elle a été équivalent la même année de la société exportatrice de tulipes à Amsterdam. Les exportations ont continué de croître. À la fin de 1996, le Brompton a été déclaré vélo de l'année par l'ADFC allemand et les ventes ont explosé. À la fin de l'année, avec 60 % de la production imputable aux exportations, il y avait une fois de plus une liste d'attente, et en juillet 1997, l'arriéré est passé 6 mois. Le vélo qui n'avaient pas de fonds pour être produits une décennie auparavant, était maintenant rationnés. En 1998, Brompton Bicycle Ldt déménageait à nouveau, cette fois-ci dans les locaux qu'elle occupe actuellement à Brentford. Avec 30 employés, la production bientôt dépasse 200 Brompton par semaine. 
Une amélioration à faire de façon urgente sur le "Mark 2" était les freins qui sont maintenant mis à jour par un système à double pivot. Brompton a également été en mesure de fabriquer ses propres pneus.

## La faillite de Sturmey-Archer met en péril Brompton en 2000
En septembre 2000, l'impensable s'est produit : Sturmey Archer, fabricant de moyeu à vitesses intégrées, basé à Nottingham, a été contraint à la faillite, entraînant de graves problèmes pour la fabrication du vélo.
Heureusement, la société étant désormais suffisamment importante pour attirer de nouveaux fournisseurs, la solution est venue d'un moyeu 3 vitesses produit par SRAM en Allemagne. Toutefois, le moyeu SRAM 5 vitesses s'avérant peu pratique et la perte du moyeu Sturmey Archer 5 vitesses laissant un vide dans la gamme de Brompton, la solution est venue de la production d'un dérailleur à 2 vitesses. L'installation du nouveau dérailleur, associé au moyeu à vitesses intégrées SRAM 3 vitesses, a donné six vitesses uniformément espacées. Les premiers modèles 6 vitesses ont été fabriqués en avril 2002, et les premières commandes sont arrivées avant même que la production n'ait commencé. 
Sturmey Archer a été relevé par des capitaux de Taïwan et Andrew, ayant compris la leçon qu'il ne faut pas « mettre tous ses œufs dans le même panier », utilise maintenant deux fournisseurs pour son moyeu à vitesses intégrées : Sturmey Archer et SRAM.

## La modernisation
La modernisation de l'outil en 2003 a permis à l'entreprise d'étendre l'empattement de quelques centimètres, ce qui augmente la stabilité sans compromettre la taille du vélo plié.
Une foule de nouvelles options sont apparues, nécessitant une nouvelle terminologie. Un nom a été donné au guidon classique, type M, pour la distinguer de deux nouvelles options de guidon, un guidon bas droit, type S, et un carré, type P. L'ancienne étiquette «L» (Léger) et «T» (Touring) apparaît à la fin du nom, et le "T" a été remplacé par la lettre "R" (Rack = porte-bagage arrière). Ainsi le vieux modèles "T6" est devenu ""M6R" et "L3" est devenu un "M3L".

## Les modèles légers
Les critiques sur le poids du vélo ont persisté : 11,5 kg pour le modèle le plus léger L3 et 12,5 kg pour le T6 équipé.
Des parties de cadre en titane ont été introduites en provenance de Chine et de Russie, avec des contrôles rigoureux en veillant à ce que la qualité de la marque Brompton soit maintenue. 
L'option "léger" (désigné par le suffixe X) ajoute inévitablement un coût, mais permet à ce que le modèle S2L-X ne pèse que 9,65 kg et soit parmi les plus légers du marché. Le modèle 1 vitesse, sans garde-boue S1E-X pèse un peu moins de 9 kg.

## Conclusion
En dépit des centaines de modifications de conception sur plus de deux décennies, l'élégant principe de pliage énoncé par le jeune Andrew Ritchie dans sa chambre atelier est toujours demeuré inchangé. 
Andrew Ritchie vient de laisser sa place de PDG en mai 2008, bien qu'il reste très impliqué dans le quotidien des affaires de la société, en particulier le contrôle de la qualité, la formation et les questions juridiques. Il reste encore visible sur le chemin de l'usine sur son Brompton par tous les temps, il rentre juste un peu plus tôt à la maison que d'habitude. Sa place a été prise par le directeur de la production Will Butler-Adams.